# فاينل فانتسي 10-2
فاينل فانتسي X-2، يقرأ فاينل فانتسي 10-2 (بالإنجليزية: Final Fantasy X-2، باليابانية: ファイナルファンタジーX-2 فاينل فانتسي تن-تسو) هو الجزء الثاني من لعبة فاينل فانتسي X، أنتج وطور من قبل شركة سكوير (حالياً سكوير إينيكس). هو الجزء الثاني التابع للعبة الناجحة فاينل فانتسي X، وأطلق عام 2003 على نظام سوني بلاي ستايشن 2 لألعاب الفيديو.
هو أول لعبة فيديو ملحق لجزء سابق بشكل مباشر في سلسلة فاينل فانتسي، وتقع أحداثه بعد سنتين من أحداث فاينل فانتسي X، حيث تتمحور القصة حول يونا ورفيقاتها ريكو وباين، وسعيهن لإنهاء النزاعات السياسية داخل سبيرا قبل أندلاع الحرب. يتميز هذا الجزء بخفته والجو المرح السائد فيه، وهو أحد الألعاب القليلة ضمن السلسلة ذات نهايات متعددة. كذلك، يمكن للاعب الاشتراك في رحلات جانبية منوعة ولعب الألعاب الصغيرة، حيث أن القصة الأساسية تغطي حوالي ثلث اللعبة المحتمل خوضها، بحيث يمكن اكمال اللعبة عند وصول نسبة التقدم فيها إلى 48% فقط.
كسابقته، لقى فاينل فانتسي X-2 نجاحاً كبيراً، وحاز على المركز الثاني والثلاثون كأفضل لعبة فيديو على الإطلاق بحسب تصويت قراء مجلة فاميتسو اليابانية.

## وصلات خارجية
- فاينل فانتسي 10-2 على موقع IMDb (الإنجليزية)

- الموقع الرسمي للعبة فاينل فانتسي X-2 (أمريكا الشمالية)
- مقالات عن فاينل فانتسي X-2 من FF Wikia